# Neosalurnis gracilis
Neosalurnis gracilis är en insektsart som först beskrevs av Melichar 1902.  Neosalurnis gracilis ingår i släktet Neosalurnis och familjen Flatidae. Inga underarter finns listade i Catalogue of Life.